# Лос Анхелес (Чиле)
Лос Анђелес (шп. Los Ángeles) је општина у Чилеу. По подацима са пописа из 2002. године број становника у месту је био 117.972.

## Демографија
| 2002.   |
| ------- |
| 117,972 |